# The Slim Shady Show
The Slim Shady Show era una serie di cartoni animati, circolata dapprima su Internet e poi su DVD. Si basava sulle avventure di Eminem e dei suoi alter ego, Slim Shady, Marshall Mathers (vero nome del rapper) e Ken Kaniff. La serie fu diretta da Mark Brooks e Peter Gilstrap.
Quasi tutti i personaggi erano doppiati dallo stesso Eminem, con il contributo dei registi e di altri nomi quali Paul Rosenberg ed Xzibit.
A causa delle sue volgarità, in Gran Bretagna fu classificato come "vietato ai minori di 18 anni".